# Kikuzuki (Schiff, 1926)
Die Kikuzuki (japanisch 菊月 September, wörtlich: „Chrysanthemenmond“) war ein Zerstörer der Mutsuki-Klasse der Kaiserlich Japanischen Marine, der in den 1920er-Jahren gebaut wurde und im Zweiten Weltkrieg zum Einsatz kam.

## Geschichte

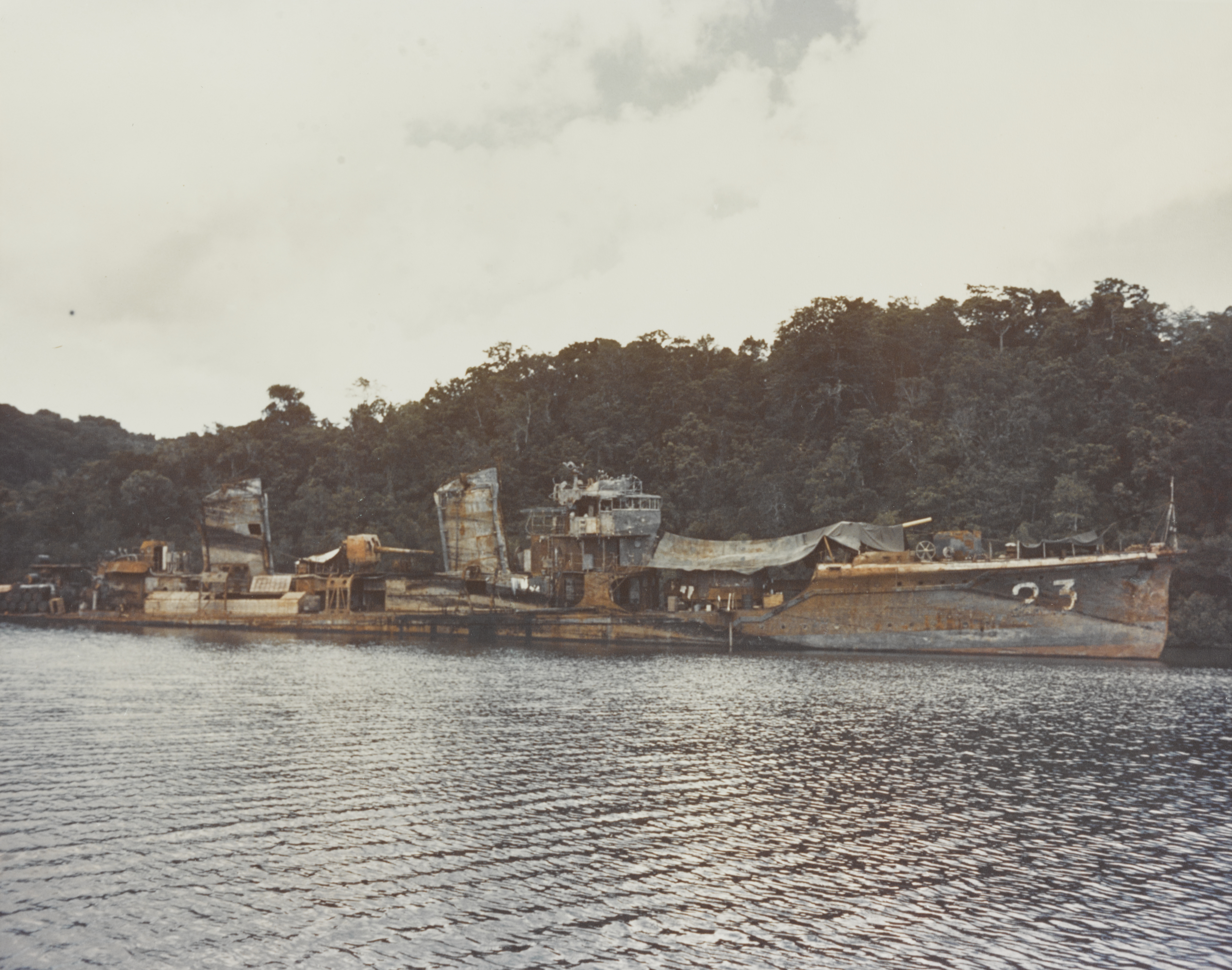
Das Wrack der Kikuzuki im Jahr 1944

Die spätere Kikuzuki wurde am 15. Juni 1925 auf der Marinewerft in Maizuru auf Kiel gelegt und lief am 15. Mai 1926 mit der Bezeichnung Dai-31-gō kuchikukan (Zerstörer Nr.31) vom Stapel. Die Indienststellung erfolgte am 20. November 1926 und zum 1. August 1928 wurde das Schiff in Kikuzuki umbenannt.
Zum Ende des Jahres 1941 gehörte das Schiff, unter dem Kommando von Kaigun-shōsa (Korvettenkapitän) Mori Koukichi, zur 23. Zerstörerdivision, Teil der 2. Trägerdivision der Kidō Butai. Diese Zerstörerdivision sicherte vom 23. bis 27. November 1941 eine Verlegung von Truppen aus Sakaide in der Präfektur Kagawa auf die Insel Haha-jima. Mit Beginn des Pazifikkrieges unterstützte es die japanischen Landungen auf den Salomonen, Lae und den Admiralitätsinseln.
Während der „Operation Mo“ (Invasion von Tulagi und Port Moresby) landeten japanische Truppen am 3. Mai 1942 auf der Insel Tulagi. Am 4. Mai wurden die japanischen Truppen aber von 58 Flugzeugen der Yorktown überraschend angegriffen. Dabei wurde die Kikuzuki durch einen Torpedo getroffen und sank, wobei 12 Besatzungsmitglieder ums Leben kamen und 22 weitere verletzt wurden. Das Schiff wurde auf den Strand der Insel Gatuvu gezogen, rutschte mit der nächsten Tide wieder ins Meer und sank bei 9° 7′ S, 160° 12′ O. Die Kikuzuki wurde am 25. Mai 1942 aus der Flottenliste der Schiffe der Kaiserlichen Japanischen Marine gestrichen.
Nach der Einnahme von Tulagi August 1942 durch amerikanische Truppen, wurde das Wrack durch das Werkstattschiff USS Prometheus in der Hoffnung auf militärische Erkenntnisse geborgen und untersucht.